# Zesdaagse van Brabant
De Zesdaagse van Brabant is een wielerwedstrijd die in 2009 voor het eerst verreden werd. Deze eerste editie werd van 31 maart tot en met 5 april als Zesdaagse van Tilburg verreden in een mobiel overdekt velodroom op evenemententerrein 't Laar in Tilburg.
In 2011 zou de zesdaagse tussen 14 en 19 maart verreden worden in de Ireen Wüst IJsbaan onder de naam Zesdaagse van Brabant maar werd afgelast. Tussen 5 en 10 september 2011 werd deze Zesdaagse van Brabant dan alsnog verreden in de Ireen Wüst IJsbaan onder die naam.
In 2012 zou het evenement eveneens in de Ireen Wüst IJsbaan gehouden worden in september 2012. Doordat de organisatie de afspraken met de gemeente Tilburg niet nakwam, trok die laatste haar steun aan het evenement in. Er kwam uiteindelijk geen derde editie.

## Lijst van winnaars
| jaar | koppel                             |
| ---- | ---------------------------------- |
| 2009 | Tristan Marguet en Franco Marvulli |
| 2011 | Nick Stöpler en Yoeri Havik        |